# سون پاینز (آلاباما)
سون پاینز (به انگلیسی: Seven Pines) یک منطقهٔ مسکونی در ایالات متحده آمریکا است که در شهرستان فرانکلین، آلاباما واقع شده‌است. سون پاینز ۲۱۴٫۸۹ متر بالاتر از سطح دریا واقع شده‌است.